# Kiyonori Kikutake
Kiyonori Kikutake (菊竹 清訓?, Kikutake Kiyonori; Kurume, 1º aprile 1928 – 26 dicembre 2011) è stato un architetto giapponese tra i fondatori del movimento metabolista.

## Biografia
Kiyonori Kikutake studia presso l'università di Waseda di Tokyo dove si laurea nel 1950, anno in cui veniva approvato il regolamento edilizio della capitale in fermento dopo le distruzioni della Seconda Guerra Mondiale. Il primo lavoro commissionato a Kikutake consisteva nel rimodernare, ricostruire e traslocare alcune strutture in legno danneggiate durante la guerra. Questo semplice lavoro alimentò in Kikutake numerose idee sulla metodologia di costruzione e sui processi ciclici.
Nel 1953 apre un proprio studio di architettura.
Nel 1958 Kikutake costruisce la propria casa (Sky House)  a Bunkyō, Tokyo. La casa è  una capsula galleggiante che si eleva al di sopra della città in via di ricostruzione. La Sky House spianò la strada al movimento Metabolista, in cui Kikutake era una figura di primo piano.
Nel 1959 è co-fondatore del movimento Metabolista assieme a Kishō Kurokawa, Fumihiko Maki, Sachio Ōtani e Noboin Kawazoe. Diede un importante contributo sia teorico che operativo al movimento con progetti quali Tower Shaped Community (1958), le Marine City (1958, 1960, 1963), la Sky House (1959) e il Pacific Hotel (1966).
In base ai concetti del movimento metabolista, secondo il quale la vita è un flusso continuo di trasformazioni al quale l'architettura deve adeguarsi, i suoi edifici di quegli anni, ispirati a tali teorie, sono progettati in modo tale che le parti di servizio, spesso prefabbricate, vengono disposte come appendici esterne che possono facilmente essere sostituite nel tempo man mano che le esigenze mutano. Questo principio è evidente nel progetto della Expo Tower del 1970 a Osaka.

## Progetti
- Sky House, Tokyo, 1958
- Marine City, 1958
- Tatebayashi Civic Centre, 1963
- Administrative building of Izumo Shrine, 1963
- Pacific Hotel, Chigasaki, 1966
- Miyakonojo Civic Hall, 1966
- Expo Tower, Expo '70, Osaka, 1969
- Matsumi Tower, 1976
- Tanabe Art Museum, 1979
- Hotel Seiyo, Ginza, Tokyo, 1987
- Edo-Tokyo Museum, 1993
- Hotel Sofitel, Tokyo, 1994
- Shimane Art Museum, 1999
- National Showa Memorial Museum, 1999
- Kyushu National Museum, 2005

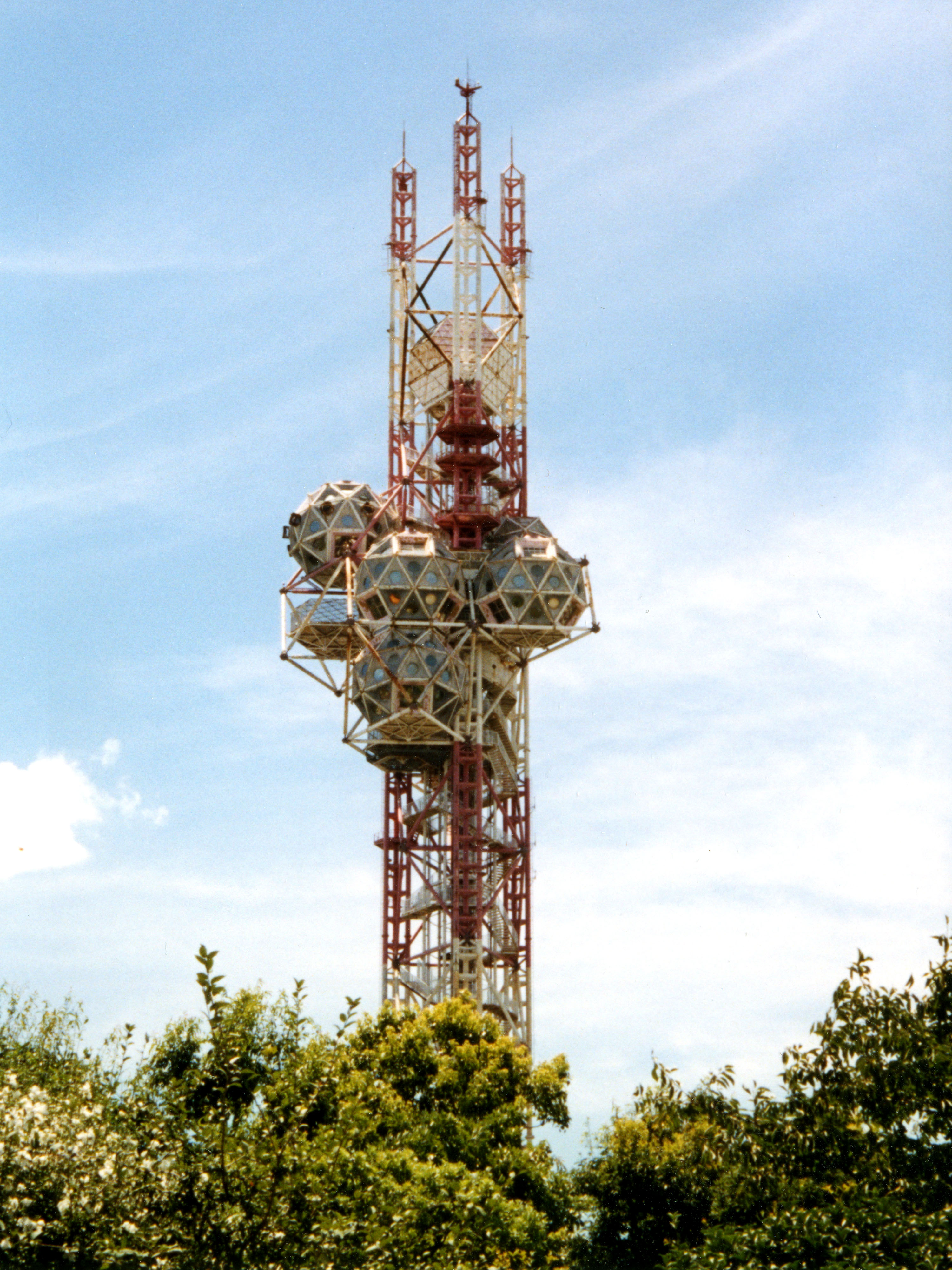
Expo Tower, Expo '70, Osaka, 1969
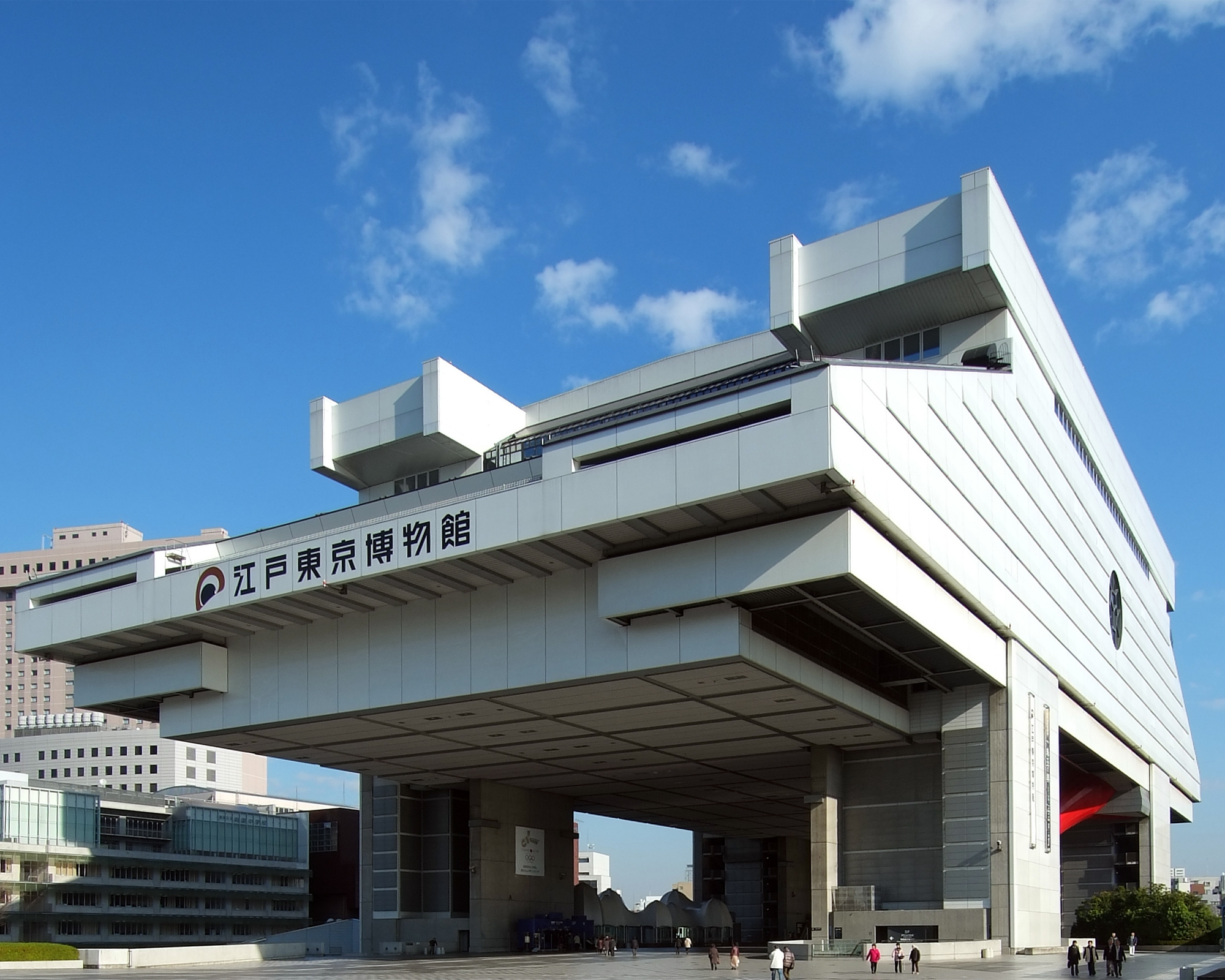
Edo-Tokyo Museum, 1993
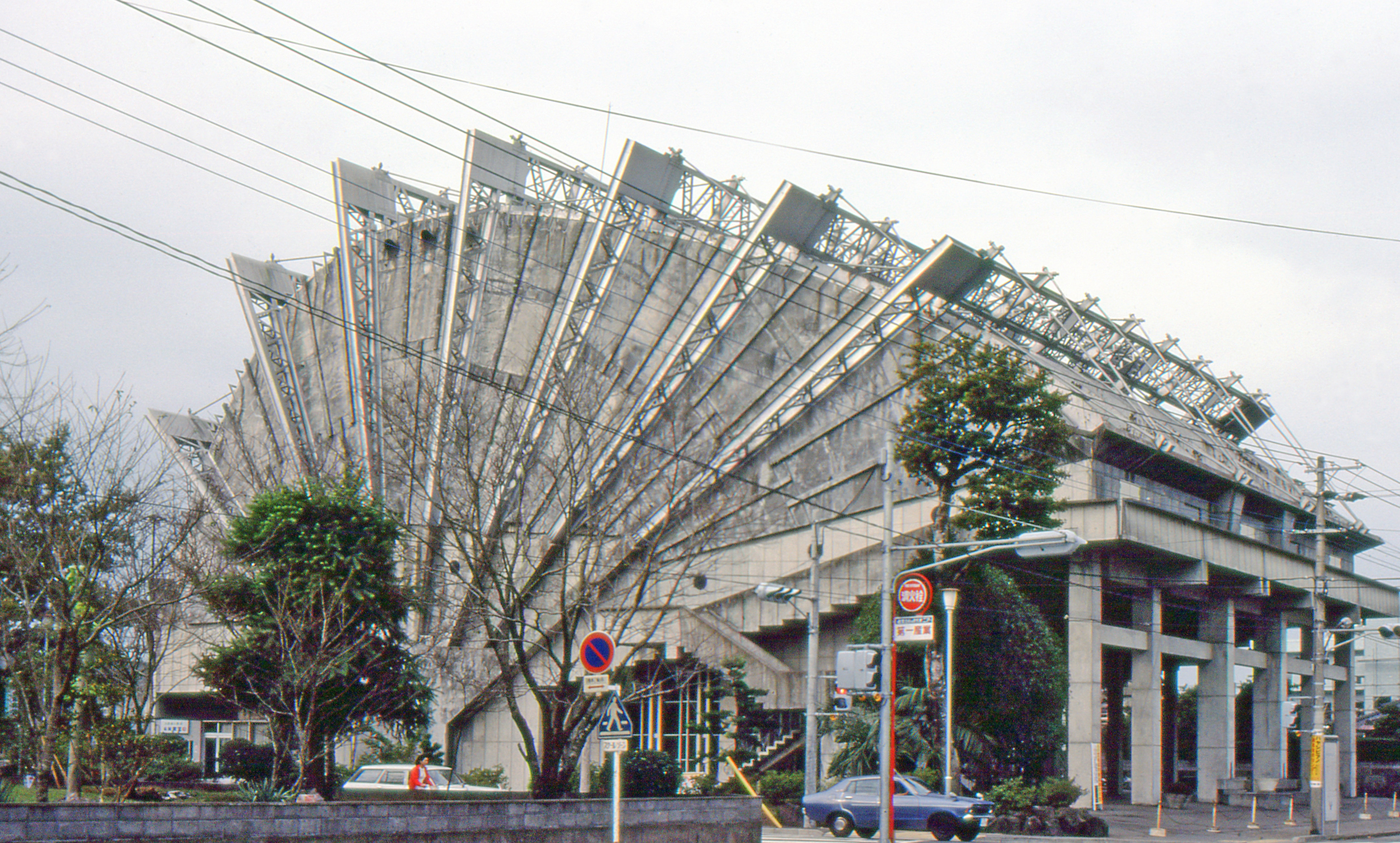
Miyakonojo Civic Hall, 1966
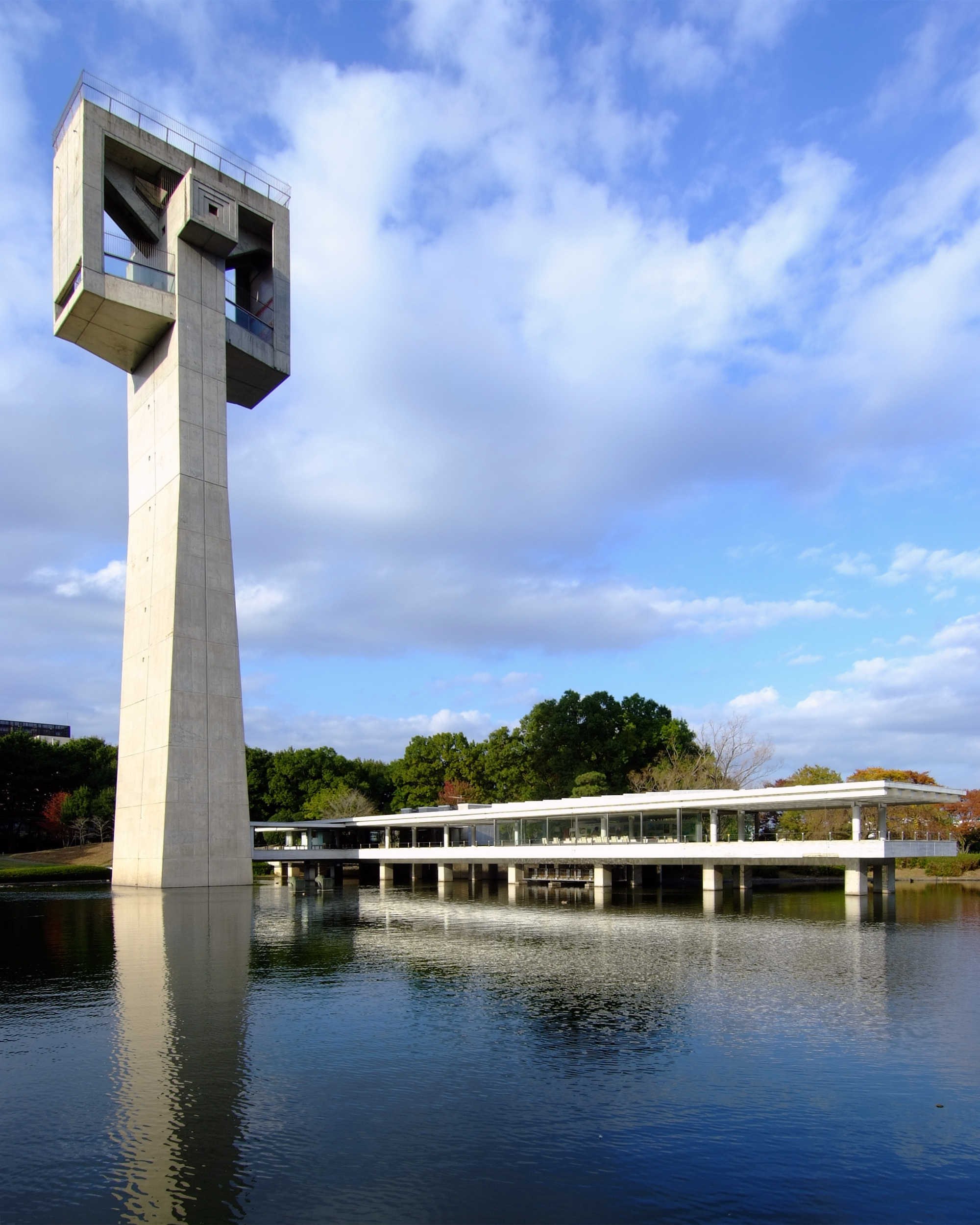
Matsumi Tower, 1976